# L2J
L2J is een emulator voor Lineage 2 geschreven in Java. Dit programma zorgt ervoor dat er gebruikers zelf een eigen server kunnen hosten op een legale manier - het werkt immers via een officiële, private testserver.